# F Greenhalgh (F-46)
O F Greenhalgh é uma fragata Tipo 22 que foi operada pela Marinha do Brasil. Sua construção começou em fevereiro de 1975 nos estaleiros britânicos da Yarrow Shipbuilders em Scotstoun e foi lançado ao mar em maio do ano seguinte, sendo originalmente comissionado na frota da Marinha Real Britânica em maio de 1979 com o nome de HMS Broadsword. É armado com lançadores de mísseis GWS-25 Sea Wolf e MBDA Exocet, tem um deslocamento carregado de mais de quatro mil toneladas e alcançava uma velocidade máxima de trinta nós (56 quilômetros por hora).

## Origem do nome
O Guarda-Marinha João Guilherme Greenhalgh serviu na corveta Parnahyba, que participou na Batalha Naval do Riachuelo em 11 de junho de 1865. Pagou com a vida a defesa da bandeira nacional, que tinha sido tomada por um militar paraguaio.
É o quarto navio a ostentar esse nome na Marinha do Brasil. Foram seus antecessores: a canhoneira Greenhalgh, Vapor Greenhalgh e o contratorpedeiro CT Greenhalgh.

## Construção
Construído pelo estaleiro inglês Yarrow Shipbuilders Ltd., em Scotstoun, Glasgow (Escócia), foi lançado ao mar em 12 de maio de 1976.|comissionamento=3 de maio de 1979 Serviu a Marinha inglesa no período 3 de maio de 1979 a 30 de junho de 1995. Foi oncorporado a Marinha do Brasil em 30 de junho de 1995

## Histórico operacional

### Marinha Real

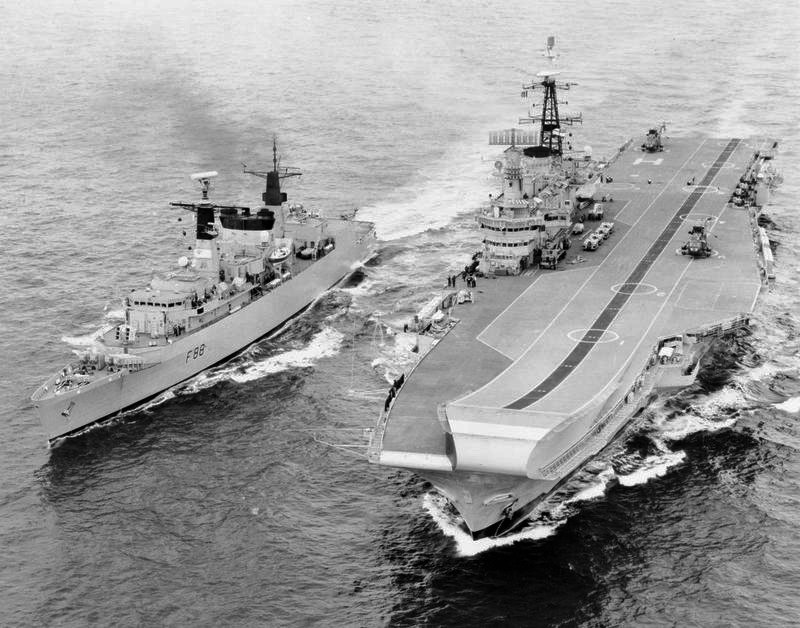
HMS Broadsword (F-88) em formação com HMS Hermes (95) em 1982

No ano de 1982 integrou a Task Force Britânica que operou no atlântico sul durante a guerra das Falklands/Malvinas, em 25 de maio de 1982, ela estava fornecendo apoio de defesa aérea para o HMS Coventry (D118). Uma falha técnica em seu sistema de mísseis SeaWolf permitiu que dois A-4 Skyhawks argentinos afundassem o HMS Coventry (D118). A fragata HMS Broadsword (F-88) foi atingida por uma bomba, que saltou pelo convés do helicóptero e avariou um helicóptero Lynx, antes de sair e explodir inofensivamente. Ela posteriormente resgatou 170 membros da tripulação do HMS Coventry (D118) afundado. Ela abateu uma IAI Dagger da FAA Grupo 6 e compartilhou o abate de um A-4C Skyhawk com o Sea Cat da HMS Antelope, Rapiers e Blowpipe SAMs.
Em 1993 a HMS Broadsword (F-88) participou da operação naval de apoio à Operação Grapple (Iugoslávia), no Mar Adriático. Após a conclusão da operação, em 8 de julho de 1993, ocorreu um incêndio na sala de máquinas auxiliares da popa, que resultou na morte de dois engenheiros de serviço.
Em julho de 1994, o HMS Broadsword (F-88) servia como navio de guarda das Índias Ocidentais até retornar ao Reino Unido em março de 1995 para descomissionamento.

### Marinha do Brasil
No dia 24 de outubro, o navio chegou ao Rio de Janeiro. A F Greenhalgh (F-46) foi a única das quatro Type 22 recebida com os mísseis MM-38 Exocet instalados.
Em março de 1996, foi criado o Comando do 2º Esquadrão de Fragatas (ComEsqdF-2) da Força de Superfície, ao qual passou a ser subordinada.
Em janeiro de 1998, participou da Operação ASPIRANTEX/98 integrando uma Força-Tarefa, sob o comando do Comandante da 1ª Divisão da Esquadra, junto com os NDD Ceará  (G-30) e Rio de Janeiro (G-31), NDCC Mattoso Maia (G-28), F Independência (F- 44), e Bosisio (F-48), CT Paraná (D-29), Cv Julio de Noronha (V-32) e o S Tamoio (S-31).
Em 2003, realizou PMG - Período de Manutenção Geral.
No dia 10 de agosto de 2021, após 26 anos no serviço ativo a Fragata Greenhalgh (F-46) deixou o serviço ativo, em Cerimônia de Mostra de Desarmamento realizada na Base Naval do Rio de Janeiro (BNRJ).
O Greenhalgh foi afundado entre 11 e 15 de setembro de 2024 após ser utilizado como alvo durante a operação Lançamento de Armas IV/2024, exercício da Marinha do Brasil realizado na área marítima ao sul de Cabo Frio, no Rio de Janeiro.